# Samverkanscentralen

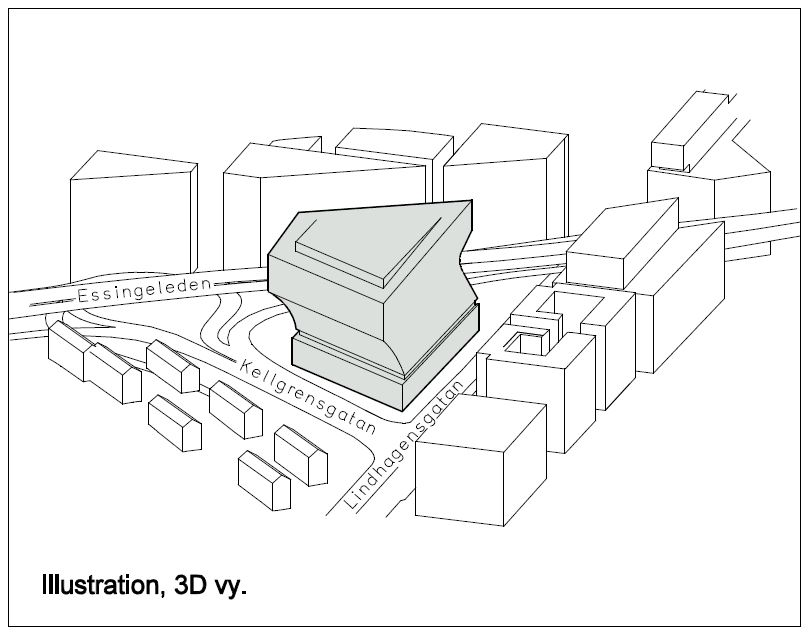
Stadsbyggnadskontorets illustration.

Samverkanscentralen, även kallad Blåljushuset, var en planerad brandstation och ledningscentral för samhällssäkerhet vid Lindhagensgatan på Kungsholmen i Stockholm, och skulle inhysa en ny brandstation, huvudkontor för Storstockholms brandförsvar, SOS Alarm med regional larmcentral, Trafik Stockholm med trafikcentral, Stockholms kommuns driftscentral, och möjligen SL:s ledningscentral. Den planerade byggnaden kallades även ”Blåljushuset” på grund av dess kommande funktion som centrum för Stockholms kris- och katastrofberedskap. I huset planerades lokaler för Kungsholmens brandstation och delar av verksamheten på Johannes brandstation. Produktionskostnaden beräknades till 1,75 miljarder kronor. Tanken var att byggstart skulle ske under våren 2015 och byggnaden skulle invigas år 2019, men i april 2015 stoppades samtliga planer och projektet lades ner. Kommunen beräknas ha lagt ned 158 miljoner kronor på planeringen.

## Bakgrund
”Projekt samverkanscentralen” började år 2007 under ledning av Länsstyrelsen i Stockholms län och Stockholms kommun. Anledningen var att samla länets funktioner för krishantering på en central plats i Stockholm för att optimera dess effektivitet. Den aktuella placeringen vid Lindhagensgatan bedömdes som lämplig och lätt att nå för besökare och personal. SOS Alarm, Räddningstjänst och trafikledningsfunktioner från Trafik Stockholm och Trafikverket planerar att flytta till byggnaden. Efter färdigställandet planeras Kungsholmens nuvarande brandstation vid Hantverkargatan utrymmas av räddningstjänsten.

## Den ursprungliga planen

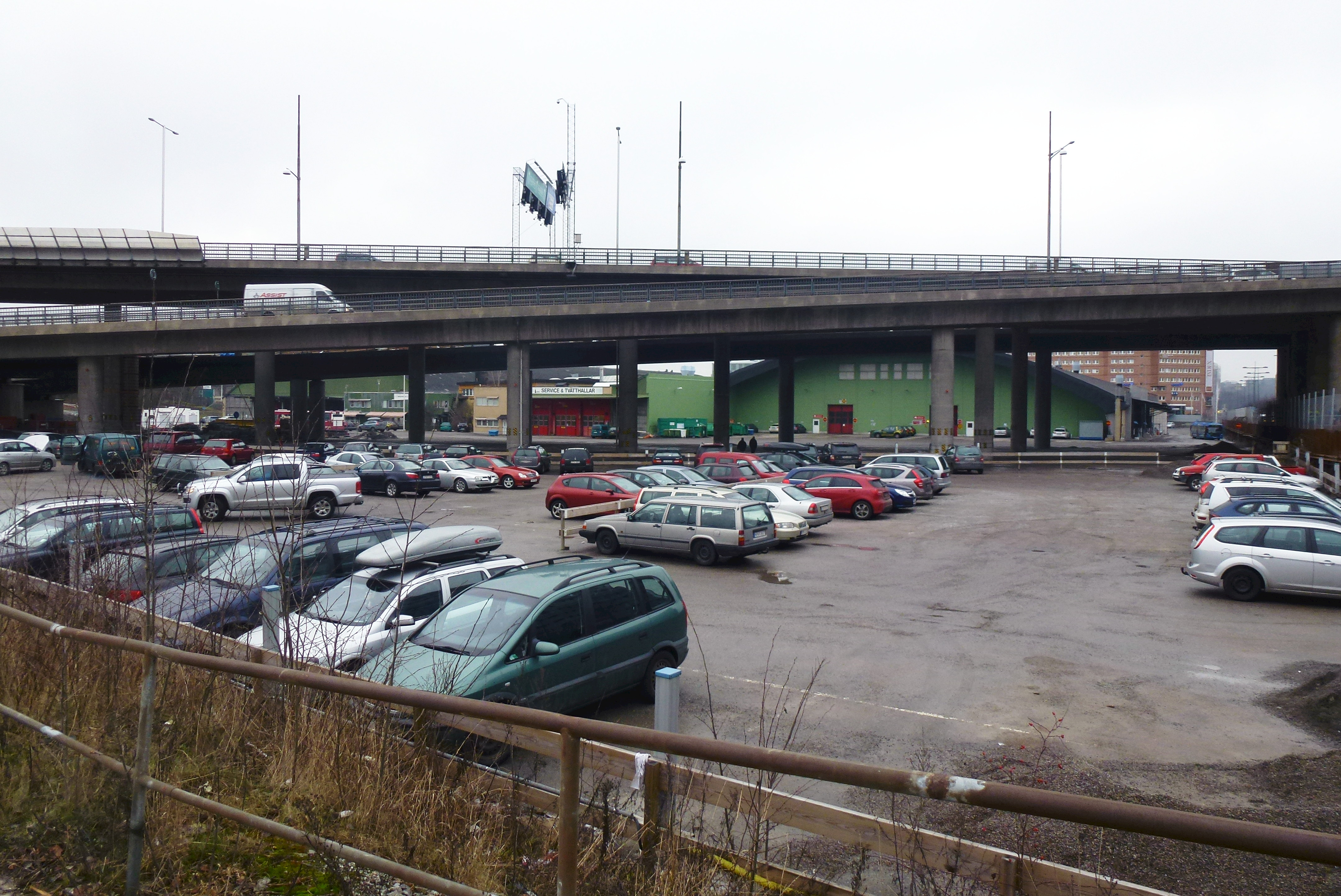
Tomten mot Essingeleden, februari 2014.

Tomten har triangulär form och ligger mellan Lindhagensgatan, Essingeleden och Essingeledens avfart vid Kristinebergsmotet. Planområdet omfattar 6400 m² och marken ägs av Stockholms stad. Den planerade byggnaden kommer att få en yta av cirka 30 000 m² BTA ovan mark och blir tio våningar hög, varav tre våningar kommer att disponeras av Samverkscentralen. I huset planeras kontor, brandstation och publika lokaler i bottenvåningarna samt en takterrass för allmänheten.
Husets fasader kommer att utformas som en dubbelskalsfasad där det yttre fasadskiktet utgörs av en glasfasad med metallprofiler av borstad eloxerad aluminium och det inre skiktet byggs i huvudsak av rumshöga glasväggar. Mot Essingeleden kommer fasaden har en kraftig utkragning. På taket anordnas en park med solpaneler för utvinning av solenergi. Huvudentrén vänder sig mot Lindhagensgatan. Byggnaden ritades av White arkitekter. Hifab vann upphandlingen om projektledning för bygget.

## Kritik
I februari 2014 ifrågasatte Myndigheten för samhällsskydd och beredskap (MSB) placeringen så nära Essingeleden, som är en av Sveriges mest trafikerade vägar för farligt gods. Flytten av räddningstjänsten (vid nuvarande Kungsholmens brandstation) från Hantverkargatan till Lindhagengatan har också kritiserats då utryckningstiderna till bland annat city och östra Kungsholmen ökas.

## Nedläggning av projektet
Den enda hyresgästen som tecknat kontrakt att flytta in i huset var Stockholms brandförsvar. Sedan hösten 2014 har den nya rödgrönrosa alliansen i Stockholms stadshus utrett planerna kring projektet på nytt eftersom det är mycket stort och kostsamt. Enligt Ingela Lindh, biträdande stadsdirektör som lett utredningen om Blåljushuset, finns det inga förutsättningar att bygga huset som dessutom blir väldigt dyrt för skattebetalarna. Den 16 april 2015 lades projektet ner. Samarbetet mellan "blåljusaktörer" kommer att ordnas i Johannes brandstation och  i det så kallade "Runda huset" vid Kungsbron 10.